# 한국의 가요사

## 1950년대 이전

### 1872년
<창가 독본>이 보급되면서 '창가'란 용어가 등장하였다.

### 1885년
미국인 선교사 아펜젤러에 의한 <찬미가>(찬송가)가 보급되었다.

### 1896년
스코틀랜드 민요 의 멜로디에 윤치호가 가사를 붙인 <애국가>가 소개되었다.

### 1925년
<희망가> 발표되었다.

### 1926년
윤심덕이 <사의 찬미> 발표 후 투신자살하였다.

### 1930년
<타향살이>, <황성옛터>, <눈물 젖은 두만강>,<나그네 설움> 등이 유행하였다.

### 1945년
<4대문을 열어라>가 해방가요 1호로 기록되었다.

### 1946년
<귀국선>, <고향만리>, <신라의 달밤> 등이 유행하였다.

## 1950년대

### 1950년
<전선야곡>, <전우야 잘 있거라>, <굳세어라 금순아> 등이 유행하였다.

### 1951년
<슈샤인 보이>, <이별의 부산정거장>이 유행하였다.

### 1953년
<아메리카 차이나 타운>, <애리조나 카우보이>,<페르시아 왕자> 등이 유행하였다.

### 1958년
김 시스터즈가
미국 시장으로 진출하였다.

## 1960년대

### 1962년
미8군 무대 출신인 한명숙의 <노란샤쓰의 사나이>, 현미의 <밤안개>가 유행하였으며, 최희준, 박형준, 유주용, 위키 리 등 학사가수가 등장하였다.

### 1963년
이미자가 <동백 아가씨>를 발표하여 가요사상 최초로 10만장의 판매고를 기록하였다.

### 1964년
애드 훠, 키 보이스의 등장으로 그룹사운드가 유행하기 시작하였다.

### 1965년
남진, 나훈아 라이벌 시대로 트롯이 강세를 보였다.

### 1968년
한대수의 귀국무대로 포크시대를 예고하였다.

## 1970년대

### 1970년
정훈희가 도쿄가요제어서 <안개>로 3위에 입상하였으며, 은희의 <꽃반지 끼고>, 라나에 로스포의 <사랑해>로 포크시대가 열렸다.

### 1971년
김민기가 <아침이슬>이 담긴 앨범을 발표하였다.

### 1972년
고고 클럽의 유행으로 록 그룹이 득세하였다.

### 1976년
조용필이 <돌아와요 부산항에>를 발표하여 가요사상 최초로 100만장을 기록하였으나 대마초 사건으로 관련자들의 연예활동이 규제되었다. 이것으로 조용필은 음악활동에 큰 타격을 받았다.

### 1977년
대학가요제가 개최되어 샌드 페블스의 <나 어떡해>가 대상을 받았다.

### 1978년
해변가요제가 개최되어 블랙 테트라의 <구름과 나>가 1위, 활주로의 <세상모르고 살았노라>가 2위에
입상하였다. 사랑과 평화, 산울림, 작은거인의 활약으로 록 그룹이 강세를 보였다.

## 1980년대

### 1980년
국풍가요제에서 이용의 <바람이려오>가 대상을 받았다.

### 1981년
조용필의 <창밖의 여자>로 트롯붐이 일기 시작했다.

### 1982년
트롯메들리(일명：뽕짝 메들리) 선풍이 일어났다.

### 1985년
MBC에서 트롯을 '애가'로 명명하다 반대에 부딪혀 무산되었다.

### 1986년
들국화의 등장과 함께 언더그라운드 음악이 각광을 받기 시작했으며, 이광조의 <가까이하기엔 너무 먼 당신> 이후 발라드가 유행하기 시작했다.
시나위의 등장으로 헤비메탈의 장이 열렸다.

### 1987년
박남정, 김완선, 나미 등 댄스뮤직 가수가 각광을 받았다.

### 1988년
봄여름가을겨울이 앨범 발표와 함께 휴전재즈 붐을 선도하였으며, 코리아나의 <손에 손잡고>가 88 서울 올림픽 공식가요로 지정되었다.

## 1990년대 이후

### 1992년
서태지와 아이들의 등장으로 랩 선풍이 일어났다.

### 1994년
레게 선풍과 함께 김건모의 <핑계>가 사상 초유의 250만장이 팔렸다.

### 1995년
R.ef의 레이브, 박미경의 정글, 듀스의 힙합, 솔리드의 R&B가 유행하였으며 서태지와 아이들이으로 갱스타 랩을 시도하였다.

### 1996년
맘보, 삼바, 차차차, 탱고 등 라틴 리듬과 로커 빌리, 펑크록 등 복고음악이 유행하였다.

### 1997년
H.O.T, 잭스키스, 핑클 등의 신세대 댄스 스타들이 각광을 받았다.

### 1998년
일본으로 건너가 크게 활약하였던 S.E.S가 귀국하여 국내 청소년 팬들의 많은 사랑을 받았다.

### 1999년
여가수와 언더 밴드들의 활동이 두드러졌다.

### 2001년
김건모가 데뷔 10년 만에 음반판매량 1,000만 장을 돌파했다.

### 2002년
윤도현밴드, 부활 등의 활발한 활동으로 록뮤직이 눈길을 끌었다.

### 2003년
비, 세븐 등 남성가수들이 많은 사랑을 받았다.